# Moșna (okręg Jassy)
Moșna – wieś w Rumunii, w okręgu Jassy, w gminie Moșna. W 2011 roku liczyła 1767 mieszkańców.